# نظام شهر
نظام شهر (بالفارسية: نظام‌شهر) هي منطقة سكنية تقع في إيران في Rud Ab District ‏. يقدر عدد سكانها بـ 1,757 نسمة .